# 徐体山
徐体山（1914年—1968年），中国人民解放军将领、中国人民解放军开国少将。
曾任中国人民解放军31军副军长。1955年，授予中国人民解放军少将。